# Ignác
Az Ignác a latin Ignatius név rövidülése. Eredete és jelentése ismeretlen, de kapcsolatba szokták hozni a latin ignis (tűz) szóval.  Női párja: Ignácia.

## Gyakorisága
Az 1990-es években az Ignác igen ritka név, a 2000-es években nem szerepel a 100 leggyakoribb férfinév között.

## Névnapok
- február 1.[2]
- július 31.[2]
- szeptember 1.[2]
- október 3.[2]
- október 17.[2]
- október 23.[2]
- december 20.[2]

## Idegen nyelvi változatai
- Ignaz, Ignatz (német)
- Ignacio (spanyol)

## Híres Ignácok
- Acsády Ignác publicista, történész
- Alpár Ignác építész
- Ambro Ignác Romuald főorvos
- Amsel Ignác labdarúgó
- Andaházi Ignác pap, egyházi író
- Antiochiai Szent Ignác püspök, vértanú
- Baerenkopf Ignác püspök
- Baicsi Jakab Ignác pap, tanár
- Bajza József Ignác kanonok
- Bankó Ignác pap
- Bárány Ignác pedagógus
- Batthyány Ignác erdélyi püspök,
- Becsky Ignác genealógus
- Blauhorn Ignác Lajos orvos
- Bognár Ignác zeneszerző
- Borbás Ignác szerzetes, hitszónok
- Born Ignác vegyész, bányahivatalvezető
- Bornemisza József Ignác író
- Casse Benjámin Ignác szerzetes, bölcsész
- Christoffy László Ignác jogász
- Császár Ármin Ignác áldozópap, perjel, aranyérdemkeresztes
- Cseh Ignác alispán, költő
- Darányi Ignác politikus, földművelésügyi miniszter
- Eötvös Ignác (1763–1838) politikus, Eötvös József nagyapja
- Eötvös Ignác (1786–1851) politikus, Eötvös József apja, Eötvös Loránd nagyapja
- Fessler Ignác író, filozófus, evangélikus teológiai doktor
- Frank Ignác jogász, egyetemi tanár, akadémikus
- Gálffy Ignác pedagógus, politikus
- Goldziher Ignác arabista, hebraista
- Kokas Ignác festő, Munkácsy- és Kossuth-díjas érdemes művész
- Kolisch Ignác bankár, sakkozó
- Koller Ignác veszprémi püspök
- Konrád Ignác festő- és szobrászművész
- Kurländer Ignácz meteorológus, az önálló magyar meteorológia egyik alapítója
- Lederer Ignác császári és királyi tábornagy
- Lenhossék Mihály Ignác orvosdoktor, egyetemi tanár, Magyarország főorvosa, helytartósági tanácsos
- Loyolai Szent Ignác, a jezsuita rend megalapítója
- Martinovics Ignác kalandor, a magyar jakobinus mozgalom vezetője
- Maurer Ignác festő
- Mészáros Ignác író, műfordító
- Nagy Ignác író, újságíró
- Ignacy Jan Paderewski lengyel zongoraművész és politikus
- Pfeifer Ignác vegyész
- Pióker Ignác Kossuth-díjas, sztahanovista fémgyalus, képviselő
- Romsics Ignác történész
- Roskovics Ignác festőművész
- Semmelweis Ignác orvos, a gyermekágyi láz kórtanának megalapítója
- Szentmártonyi Ignác jezsuita misszionárius, Brazília térképezője
- Török Ignác hadmérnök, az aradi vértanúk egyike
- Tragor Ignác váci helytörténész, múzeum- és könyvtáralapító
- Ürge Ignác szerzetes, hittérítő